# Rogatica

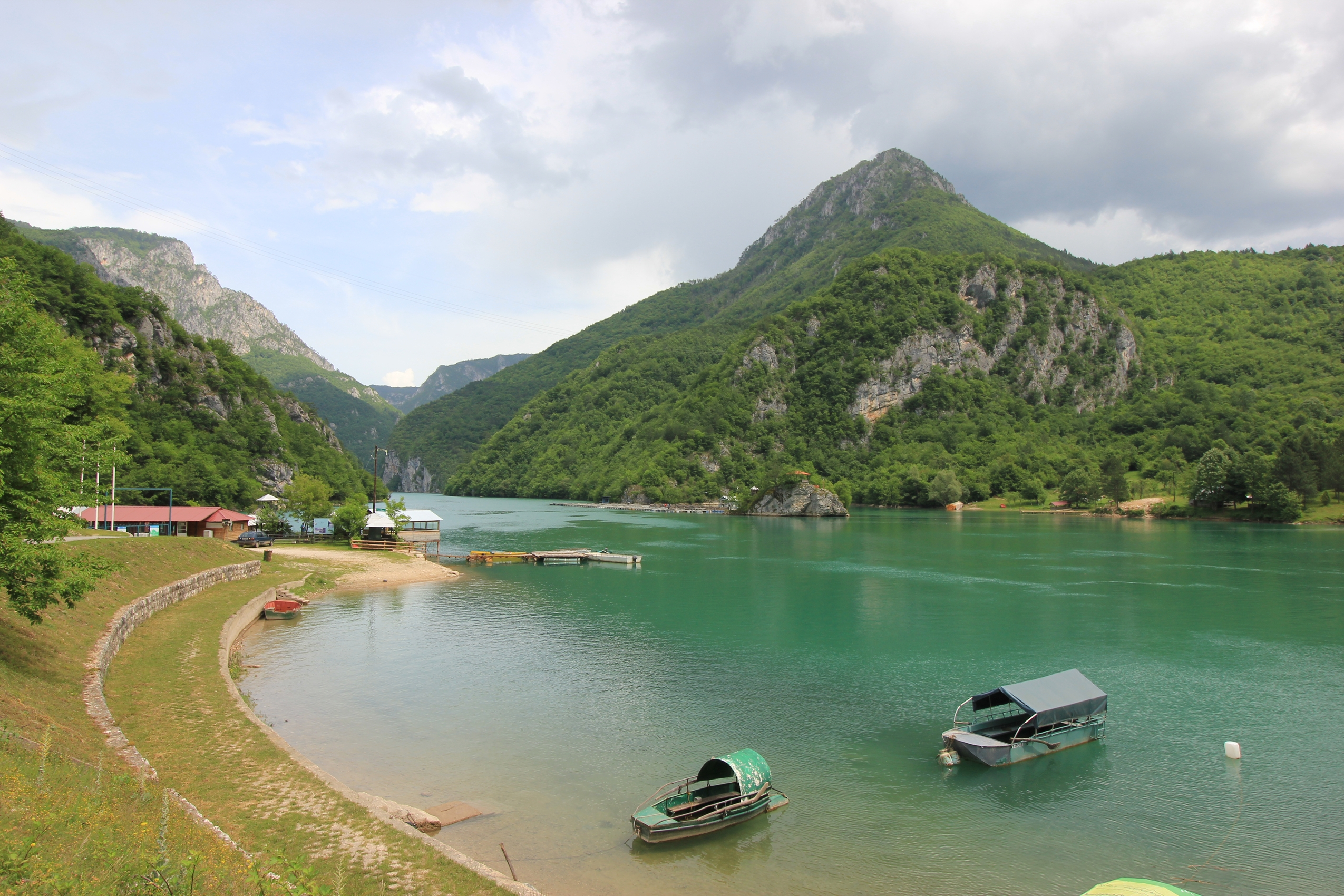
Ambarcațiuni pe râul Drina

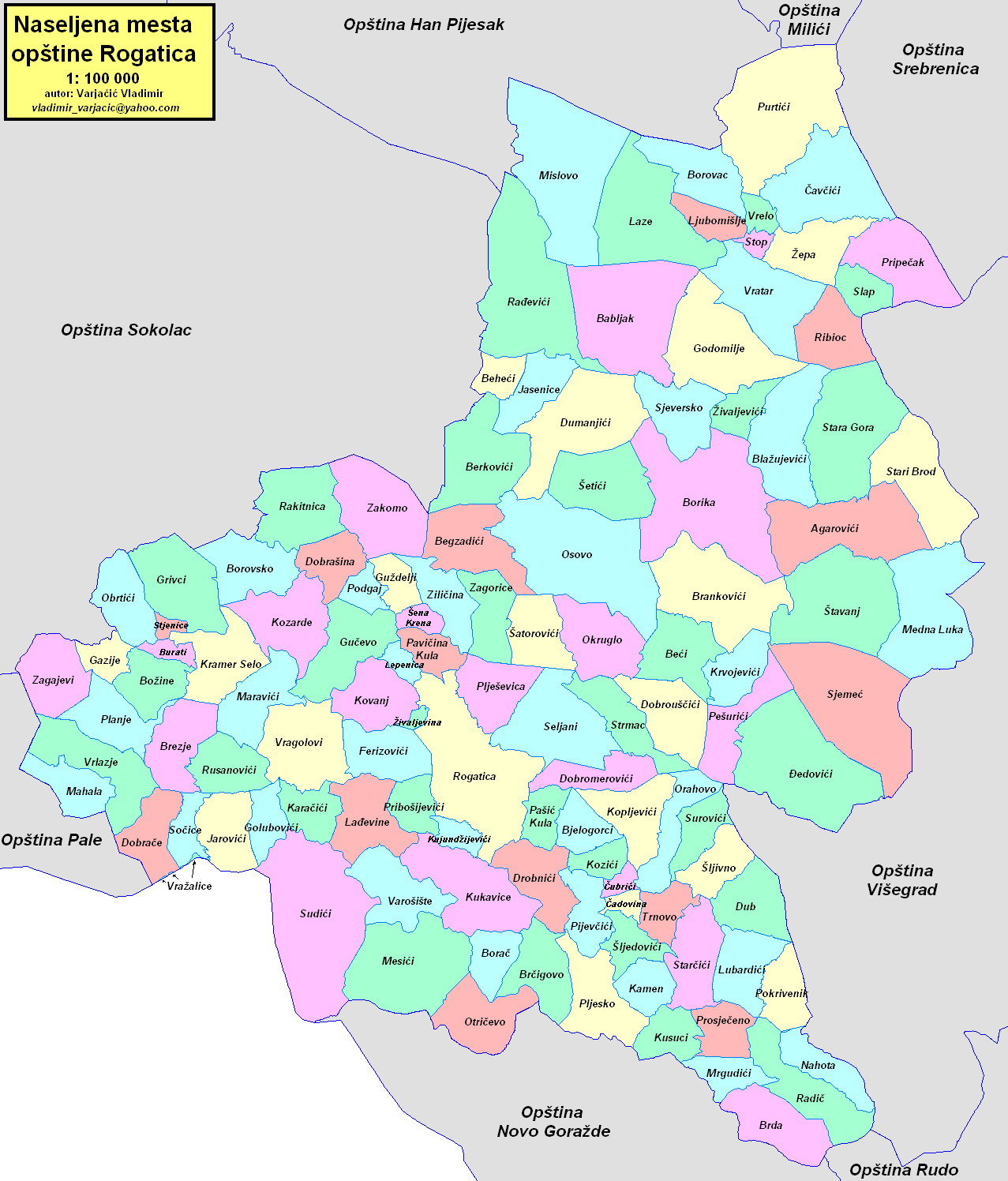
Localitățile din comuna Rogatica

Rogatica (în sârbă Рогатица) este un oraș și o comună în estul Republicii Srpska, o entitate din Bosnia și Herțegovina. În 2013, comuna avea o populație de 10.723 de locuitori, în timp ce orașul Rogatica avea o populație de 6.855 de locuitori.

## Istorie
Până la sosirea slavilor în zona Rogatica au trăit iliri, romani și avari. Monumentele descoperite datate din preistorie, ruine și movile, demonstrează că cele mai vechi așezări umane din regiunea Rogatica datează cu mult înainte de era noastră. Rogatica prin poziția sa aparține zonei mai largi a culturii Glasinac. Datorită cercetărilor arheologice efectuate la Rogatica (Osovo, Gučevo, Plješivica, Zagorica, Rusanović, Planje, Brezije), se știe că o civilizație a existat în zona localității Glasinac. Cea mai veche așezare din acea perioadă a fost situată pe Graz, un deal lângă Rakitnica.
Odată cu sosirea romanilor în zonă, s-a fondat o așezare cu trăsături ale civilizației romane. Tot ceea ce se știe despre acest oraș este cunoscut din urmele sale arheologice și epigrafice de la Rogatica și din împrejurimile sale. Materiale de construcție romane au fost găsite în tot orașul, din cartierul Toplik până la spital. De-a lungul pârâului Toplik, a fost construit un drum roman.
După căderea Imperiului Roman în 476, slavii au început să se stabilească în prima jumătate a secolului al VII-lea.
Faptul că Rogatica a fost dens populată în Evul Mediu este indicat prin prezența necropolelor cu pietre de mormânt în 88 de situri, în total peste 2628 de pietre de mormânt stećci. În documentele Arhivelor de la Dubrovnik numele Rogatica a fost menționat pentru prima dată în 1425, într-o tranzacție comercială a unei caravane care călătorește din Dubrovnik. Se știe, de asemenea, din diverse documente că Rogatica a fost centrul unui crescător de vite bogat în secolul al XIV-lea. În timpul domniei regelui Tvrtko I al Bosniei Kotromanić(1353-1391) Rogatica a fost asociată cu fortul Borac și cu stăpânii săi feudali Radenovic. Turcii au ocupat fortul Borac în 1466, iar peste cinci ani l-au abandonat. Cu toate acestea Imperiul Otoman a cucerit Bosnia medievală și au transformat orașele în zone cu stil oriental. Austro-Ungaria a ocupat Bosnia, din mâinile otomanilor, în 1878. Noile autorități de ocupație au preluat Sarajevo, ultima rezistență a turcilor contra Austro-Ungariei a avut loc la Glasinac la 21 septembrie, după ce rebelii au fost înfrânți, austro-ungurii au intrat în Rogatica fără luptă, a doua zi pe 22 septembrie 1878. Noua administrație a început construcția unei ferme de cai arabi la Borik în 1903 pentru nevoile armatei austro-ungare. În 1905, a fost construit sistemul de alimentare cu apă al orașului și rețeaua de canalizare în 1908. Linia de exploatare forestieră a fost construită în perioada 1902-1906.
Odată cu izbucnirea Primului Război Mondial, autoritățile austro-ungare au început execuțiile în masă ale populației sârbe din Bosnia,  în Romanija și în Rogatica.
În timpul luptelor din estul Bosniei, Rogatica a fost eliberată de trupele sârbe ale Regatului Muntenegrului. În septembrie și octombrie,  au avut loc lupte grele între armata Muntenegrului ajutată de forțe ale Regatului Serbiei și armata austriacă, atacurile austriece fiind respinse cu pierderi grele.

## Geografie
Rogatica este situat în partea de sud-est a Bosniei. Este situat într-un bazin de-a lungul malului stâng și drept al râului Rakitnica și se află la o altitudine de 525 de metri. Bazinul său din nord-vest este delimitat de dealul Lun, iar de la est și sud-est de dealurile Red, Tmor și Zasada. Rogatica este centrul bazinului râului Rakitnica și al cursului mijlociu al râului Prača. Spre la est Rogatica se întinde spre zona care duce până la râul Zepa și râul Drina la Slap, în timp ce spre nord-vest, zona sa se extinde până la Han Stjenica și Glasinac.

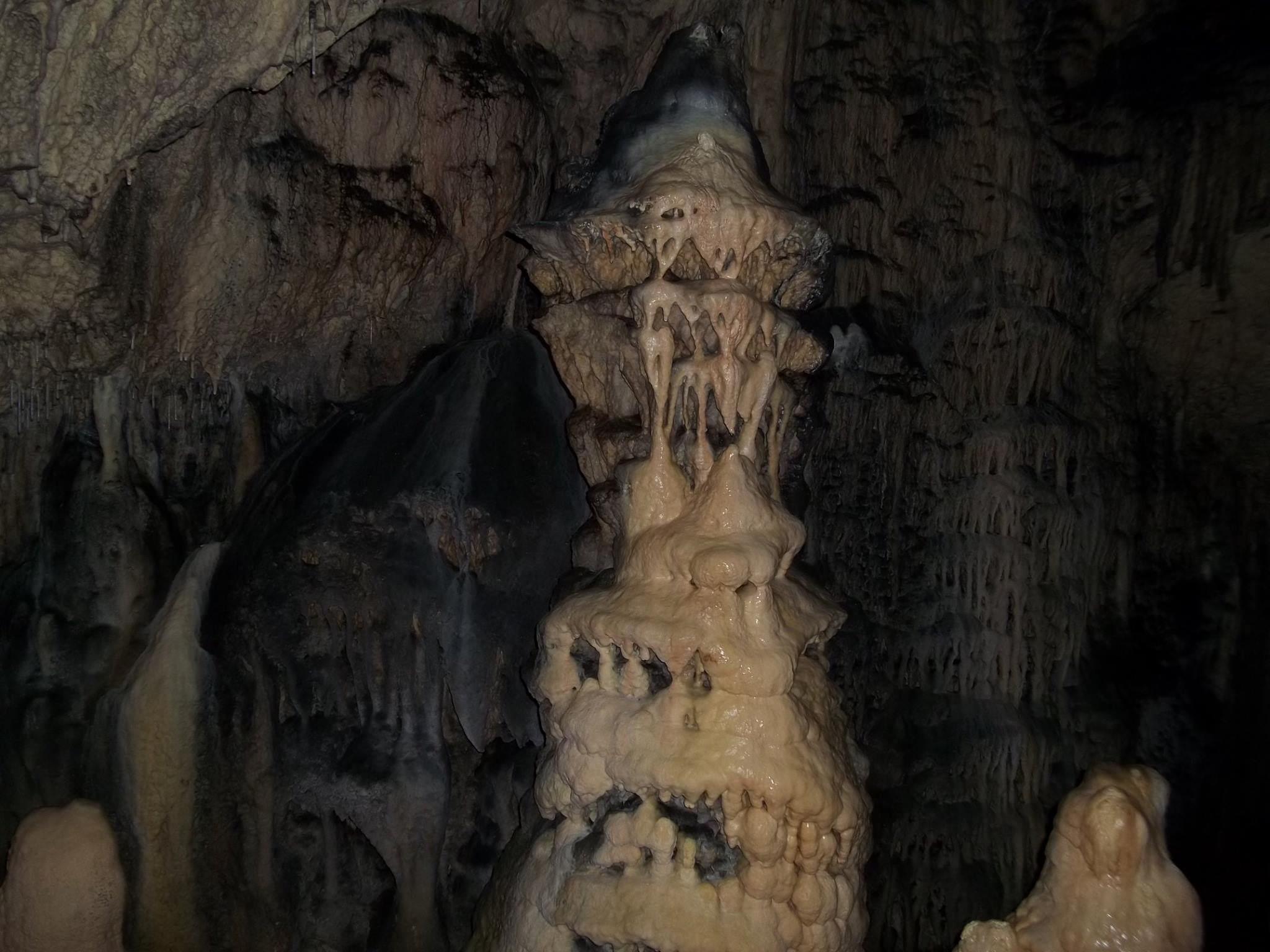
Peștera Govjestica

Această zonă este predominant muntoasă. Din întreaga suprafață a comunei Rogatica, care acoperă 66.437 ha, 20% din teren are 500 m înălțime, în timp ce 80% este un teren montan între 800 și 1900 m înălțime. 
În această zonă, în valea râului Prača, există și peșteri faimoase:  Mračna pećina (Peștera Întunecată) și Govjestica.
Temperatura medie anuală este de 11°C. Temperatura maximă în iulie atinge 35°C, iar cea minimă în ianuarie ajunge până la -28°C. Precipitațiile anuale variază între 700 și 800 mm în orașul propriu-zis, în timp ce în munții învecinati urcă până la 1 500 mm.
Comunele învecinate cu Rogatica sunt: Goražde, Rudo, Višegrad, Srebrenica, Vlasenica, Han Pijesak, Sokolac și Pale.

## Date demografice

### Populație
| Populația localităților din comuna Rogatica | Populația localităților din comuna Rogatica | Populația localităților din comuna Rogatica | Populația localităților din comuna Rogatica | Populația localităților din comuna Rogatica | Populația localităților din comuna Rogatica |
| ------------------------------------------- | ------------------------------------------- | ------------------------------------------- | ------------------------------------------- | ------------------------------------------- | ------------------------------------------- |
|                                             | Localitate                                  | 1971                                        | 1981                                        | 1991                                        | 2013                                        |
|                                             | Total                                       | 25.501                                      | 23.771                                      | 21.812                                      | 10.723                                      |
| 1                                           | Pljesevica                                  |                                             |                                             | 454                                         | 426                                         |
| 2                                           | Rogatica                                    | 4.792                                       | 6.496                                       | 8.916                                       | 6.855                                       |
| 3                                           | Seljani                                     |                                             |                                             | 474                                         | 276                                         |

### Compoziție etnică
Populația din Rogatica, după etnie, conform recensămintelor din 1971, 1981, 1991 și 2013 a fost următoarea:
|              | 2013           | 1991           | 1981           | 1971           |
| Total        | 6.855 (100,0%) | 8.916 (100,0%) | 6.496 (100,0%) | 4.792 (100,0%) |
| Bosniaci     |                | 5.681 (63,72%) | 3.855 (59,34%) | 3.172 (66,19%) |
| Sârbi        |                | 2.971 (33,32%) | 1.998 (30,76%) | 1.524 (31,80%) |
| Iugoslavi    |                | 140 (1,570%)   | 584 (8,990%)   | 41 (0,856%)    |
| Alții        |                | 108 (1,211%)   | 9 (0,139%)     | 17 (0,355%)    |
| Croați       |                | 16 (0,179%)    | 21 (0,323%)    | 25 (0,522%)    |
| Muntenegreni |                |                | 15 (0,231%)    | 10 (0,209%)    |
| Albanezi     |                |                | 9 (0,139%)     | 2 (0,042%)     |
| Sloveni      |                |                | 4 (0,062%)     | 1 (0,021%)     |
| Macedoneni   |                |                | 1 (0,015%)     |                |

|              | 2013            | 1991            | 1981            | 1971            |
| Total        | 10.723 (100,0%) | 21 978 (100,0%) | 23.771 (100,0%) | 25.501 (100,0%) |
| Sârbi        | 9.527 (88,85%)  | 8.391 (38,18%)  | 8.877 (37,34%)  | 10.208 (40,03%) |
| Bosniaci     | 1.117 (10,42%)  | 13.209 (60,10%) | 14.020 (58,98%) | 15.096 (59,20%) |
| Alții        | 60 (0,560%)     | 173 (0,787%)    | 31 (0,130%)     | 66 (0,259%)     |
| Croați       | 19 (0,177%)     | 19 (0,086%)     | 32 (0,135%)     | 45 (0,176%)     |
| Iugoslavi    |                 | 186 (0,846%)    | 762 (3.206%)    | 62 (0,243%)     |
| Muntenegreni |                 |                 | 22 (0,093%)     | 17 (0,067%)     |
| Albanezi     |                 |                 | 20 (0,084%)     | 4 (0,016%)      |
| Sloveni      |                 |                 | 5 (0,021%)      | 1 (0,004%)      |
| Macedoneni   |                 |                 | 2 (0,008%)      | 2 (0,008%)      |

## Economie
Următorul tabel oferă o previzualizare a numărului total de persoane înregistrate angajate în persoane juridice pe activitatea lor principală (în 2018):
| Activitate                                                                     | Total |
| ------------------------------------------------------------------------------ | ----- |
| Agricultură, silvicultură și pescuit                                           | 255   |
| Minerit si cariere                                                             | -     |
| de fabricație                                                                  | 363   |
| Alimentare cu energie electrică, gaz, abur și aer condiționat                  | 69    |
| Rezerva de apa; activități de canalizare, gestionare și remediere a deșeurilor | 65    |
| Constructie                                                                    | 30    |
| Comerț cu ridicata și cu amănuntul, reparații de autovehicule și motociclete   | 346   |
| Transport și depozitare                                                        | 48    |
| Cazare și servicii alimentare                                                  | 71    |
| Informatie si comunicare                                                       | 15    |
| Activități financiare și de asigurare                                          | 25    |
| Activități imobiliare                                                          | -     |
| Activități profesionale, științifice și tehnice                                | 22    |
| Activități de servicii administrative și de asistență                          | 6     |
| Administrație publică și apărare; securitate socială obligatorie               | 180   |
| Educație                                                                       | 149   |
| Sănătate umană și activități de muncă socială                                  | 104   |
| Arte, divertisment și recreere                                                 | 26    |
| Alte activități de servicii                                                    | 29    |
| Total                                                                          | 1.803 |

## Personalități
- Kemal Mešić, sportiv
- Muhamed Mustafić, jucător de handbal
- Ibrahim Šehić, portar de fotbal
- Mersad Selimbegović, jucător de fotbal
- Nezir Škaljić, al treilea primar al orașului Sarajevo (1899–1905)
- Safet Zec, pictor

## Mențiuni literare
Scriitorul sârb bosniac Ivo Andrić menționează în romanul E un pod pe Drina… (1945) că orașul Rogatica era în epoca medievală un târg cu oameni plini de bani și zgârciți, care umblau prost îmbrăcați și posaci de parcă ar fi fost niște cerșetori.